# Аргос (міфологія)
А́ргос, також А́ргус (грец. Άργος, лат. Argus) — син Зевса й Ніоби, владар Аргосу. Вбив єхидну — жахливу кровожерну потвору, напівжінку-напівзмію.
Згідно з міфологією, А́ргос Всеви́дець (грец. Ἄργος Πανόπτης) — багатоокий велетень, син Агенора; навіть під час сну бачив частиною очей. Ревнива Гера наказала йому стерегти Зевсову коханку красуню Іо. Гермес приспав велетня грою на флейті й відрізав йому голову. Очима Аргоса Гера прикрасила хвіст павича.
У переносному значенні Аргос — пильний охоронець, пильний, суворий вартівник, доглядач.

## Галерея

### Аргос, Іо і Гермес

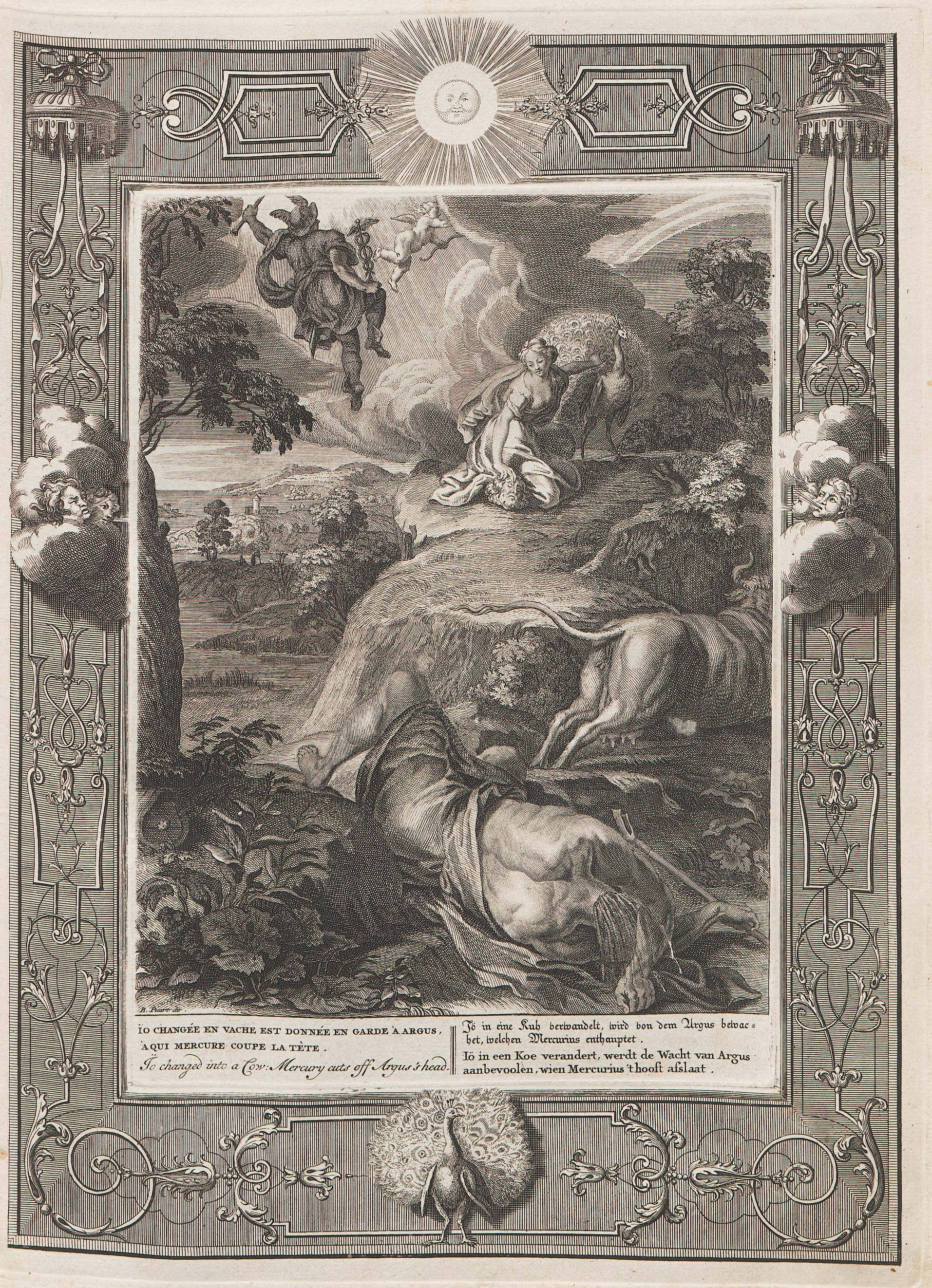
Іо перетворилася на телицю, Меркурій відрубує голову Аргуса  Бернар Пікарт (1733)
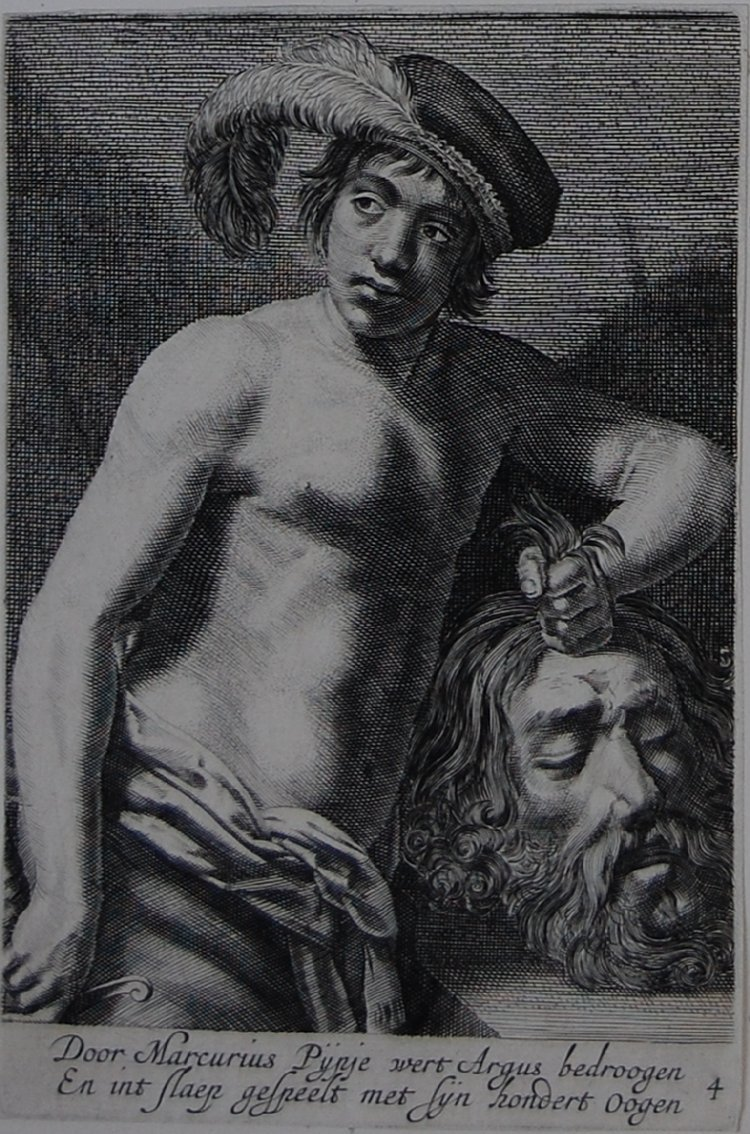
Меркурій і Аргос Ян ван де Велде (1615-1641)
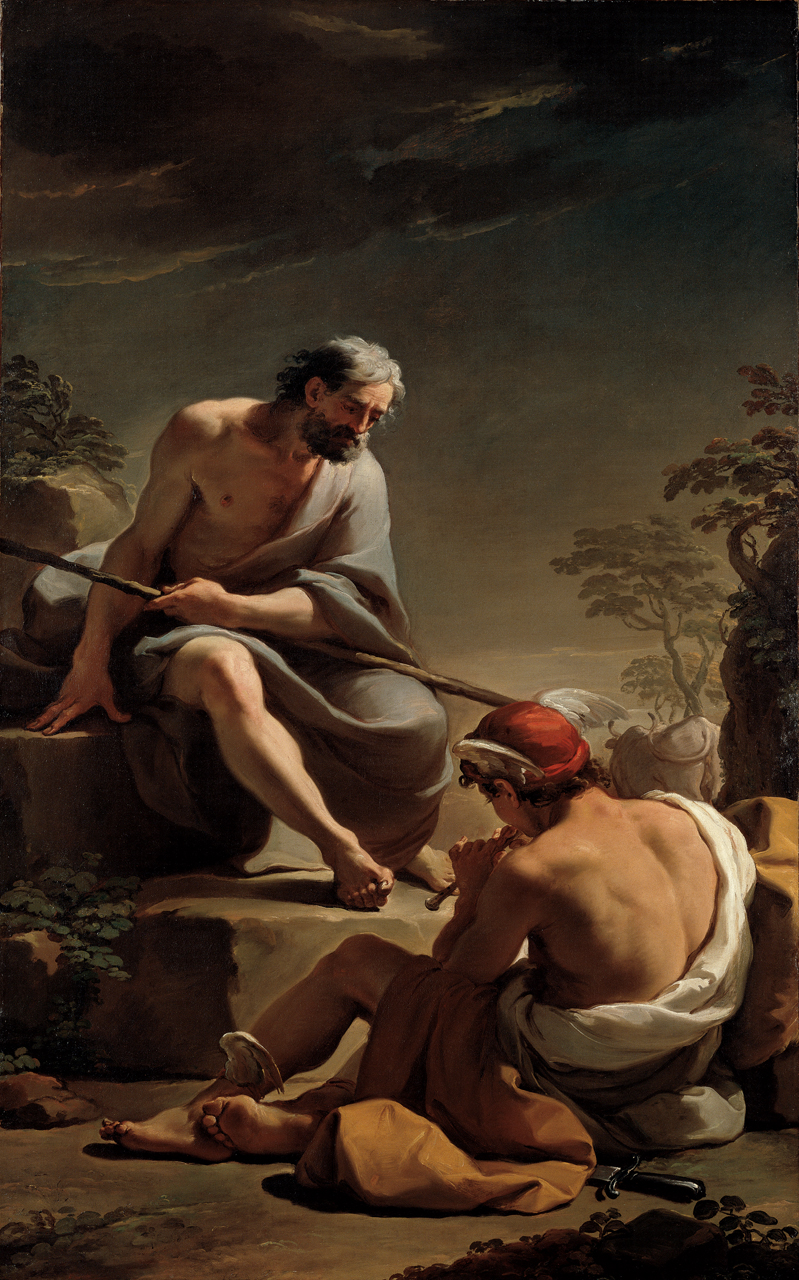
Меркурій присипляє Аргоса Убальдо Гандольфі (близько 1770–1775)
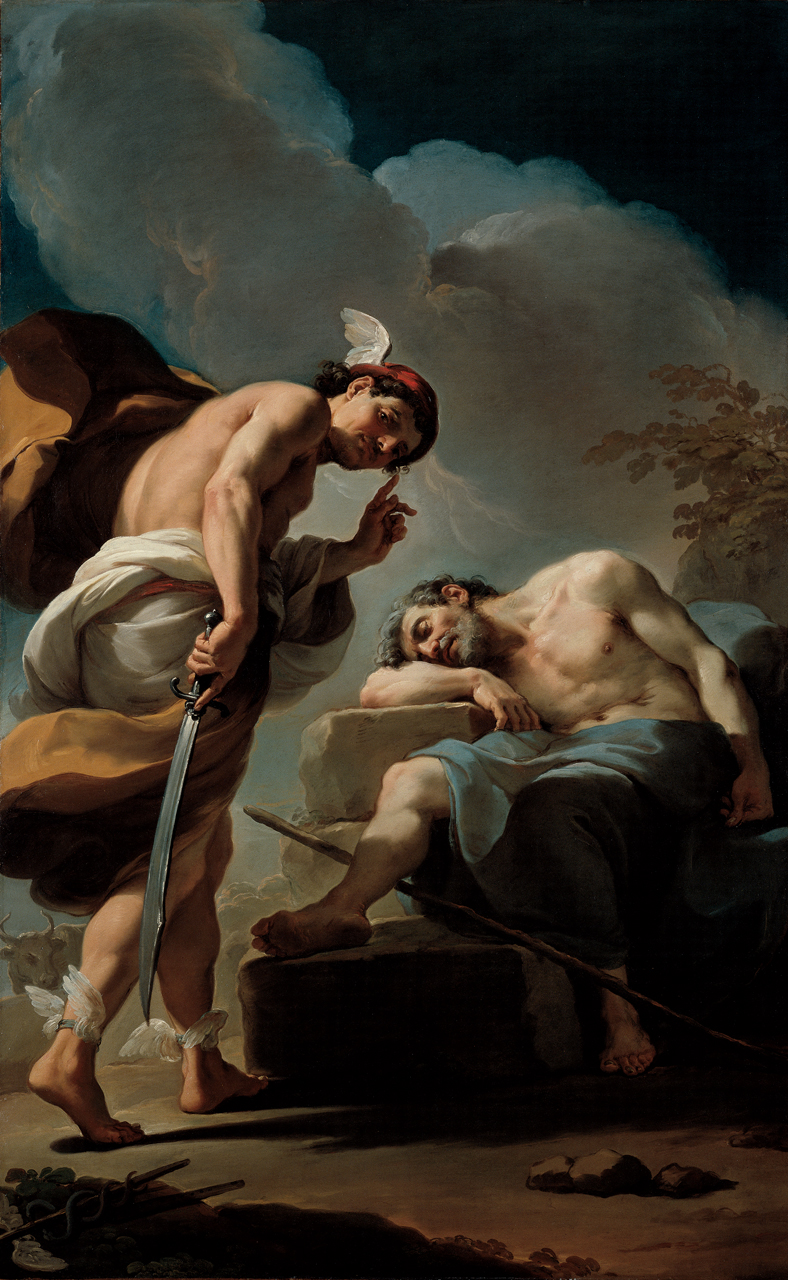
Меркурій обезголовлює Аргоса Убальдо Гандольфі  (близько 1770–1775)
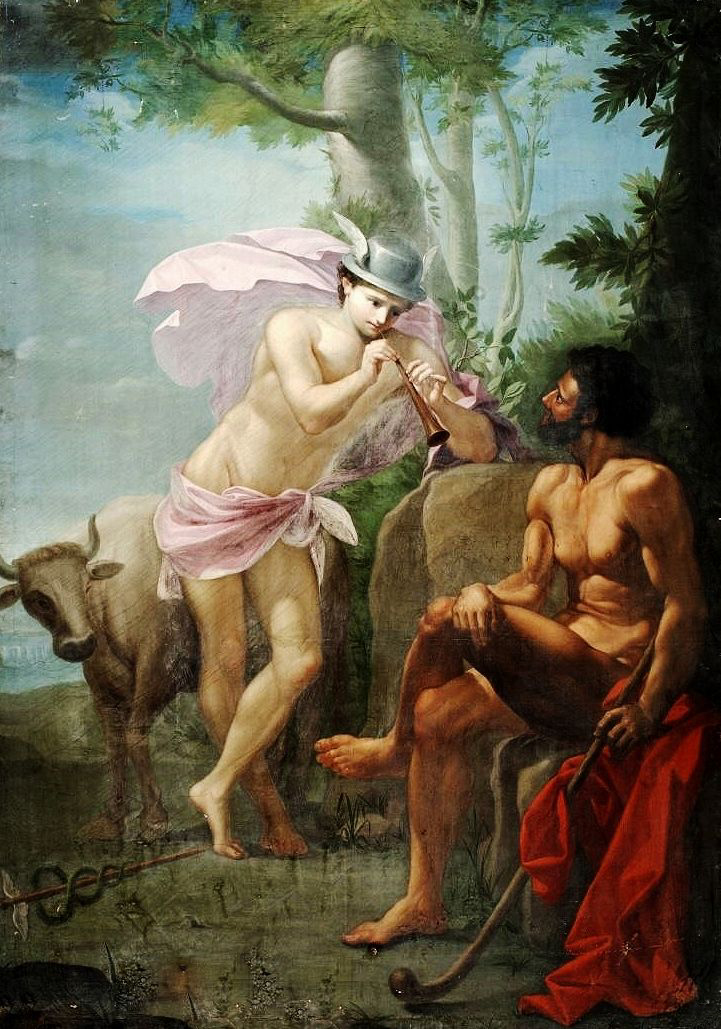
Меркурій і Аргос Алехандро де ла Круз (1773)
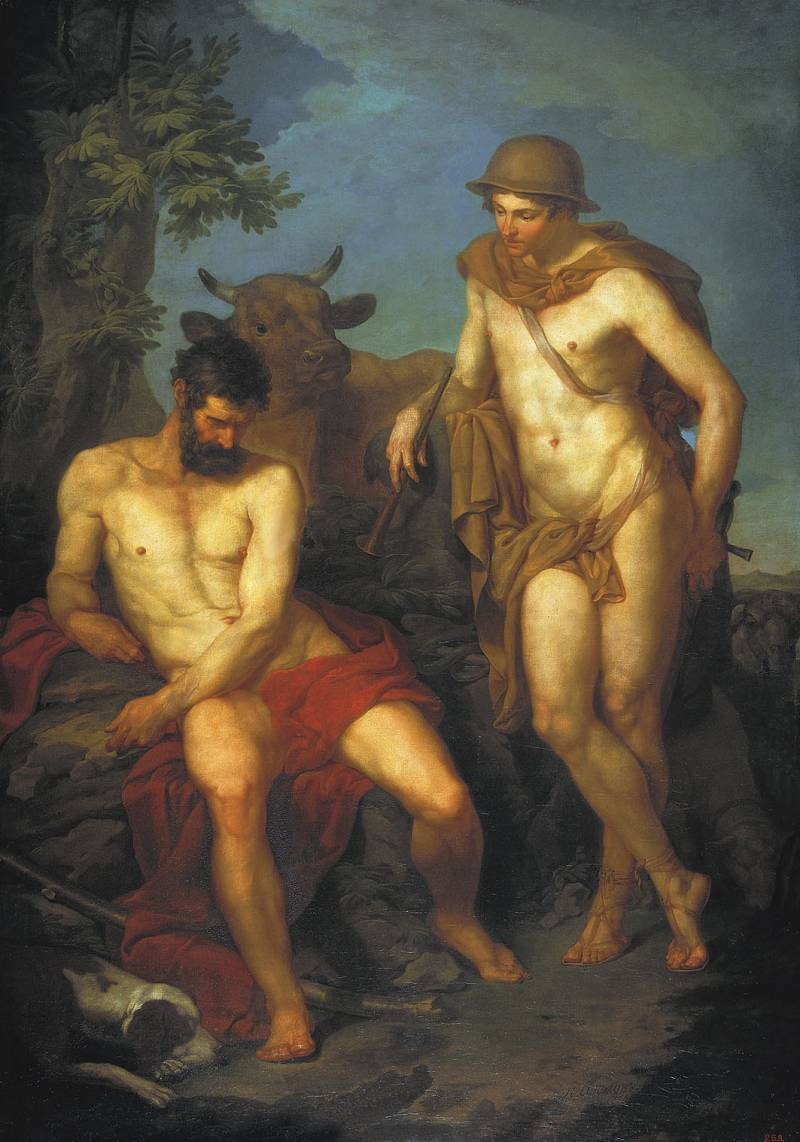
Меркурій і Аргос Петро Іванов (1776)
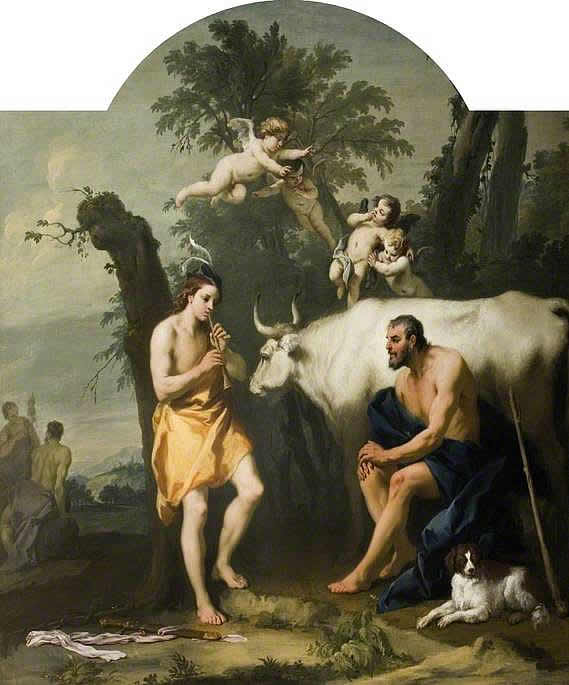
Аргос захищає Іо перетворену у білу телицю Якопо Амігоні  (18-те століття)
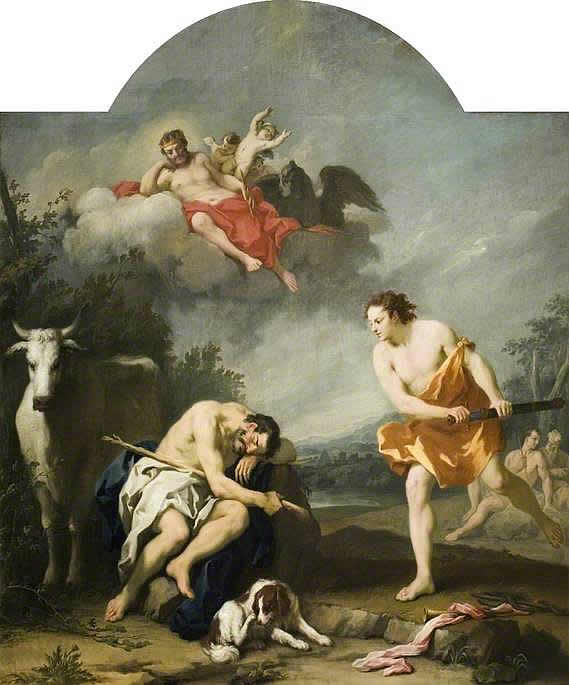
Меркурій збирається вбити Аргоса приспавши його флейтою Якопо Амігоні (18-те століття)
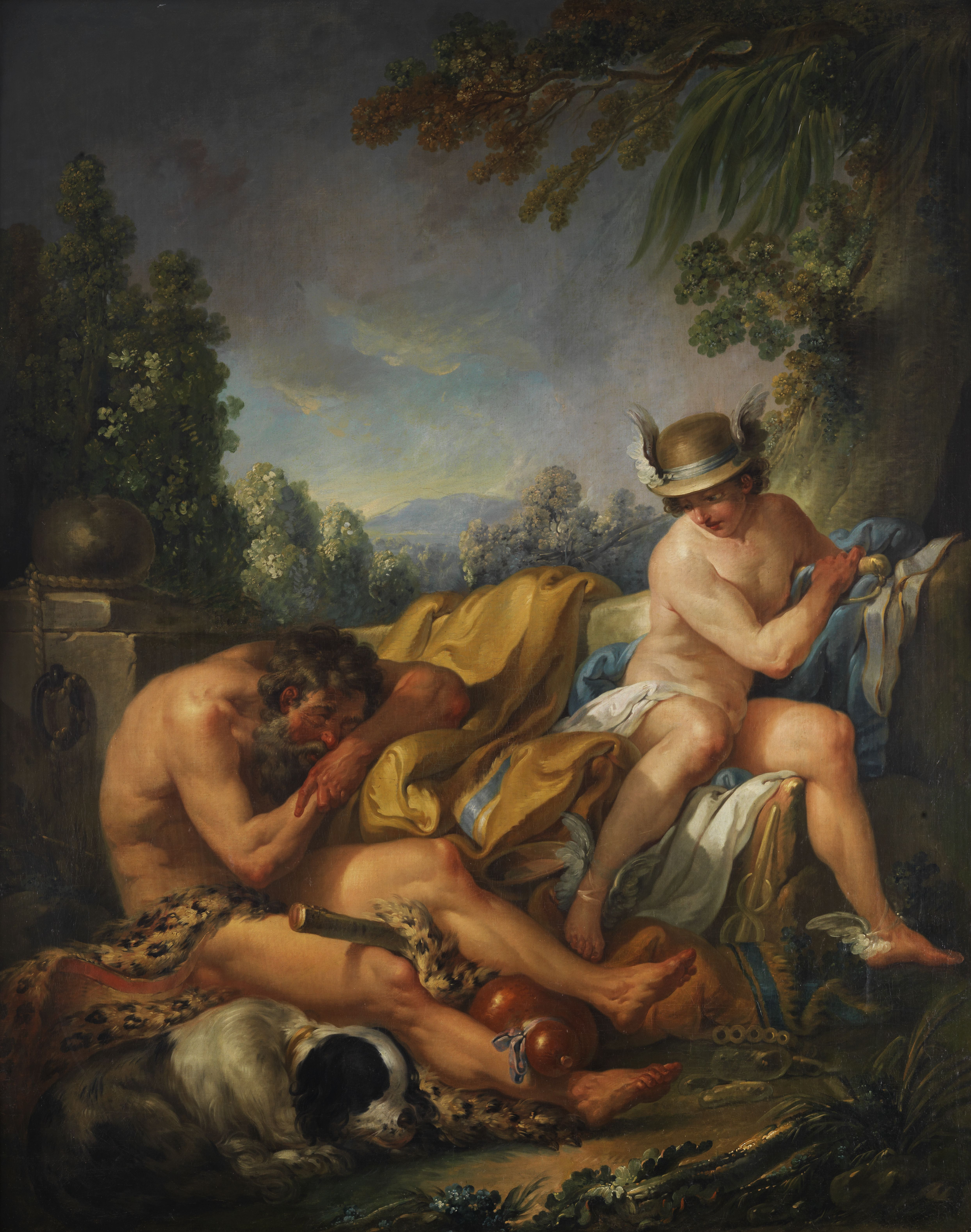
Меркурій і Аргос Чарльз-Андре ван Ло (18-те століття)
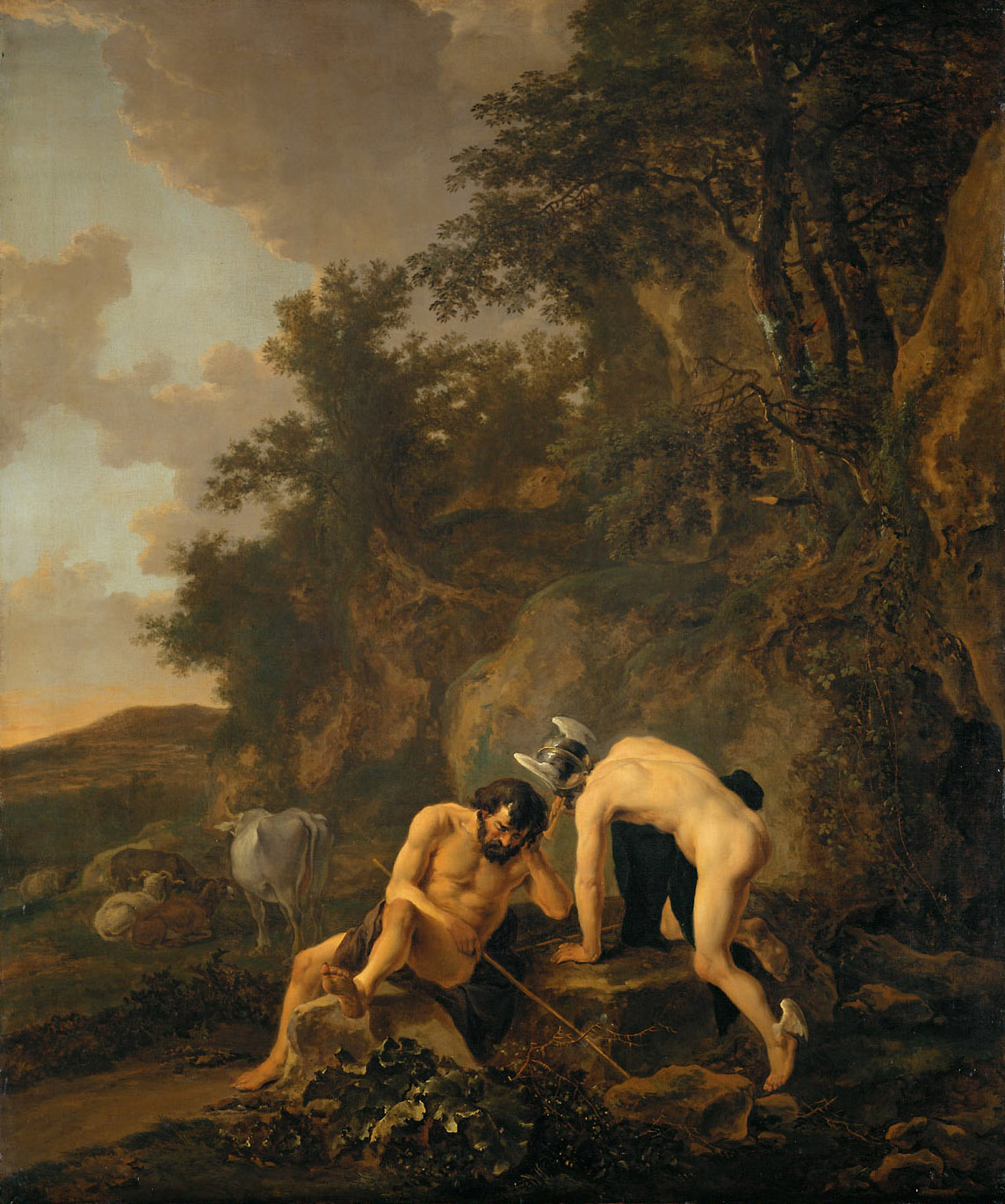
Пейзаж із Меркурієм і Аргосом Ян Бот (близько 1650)
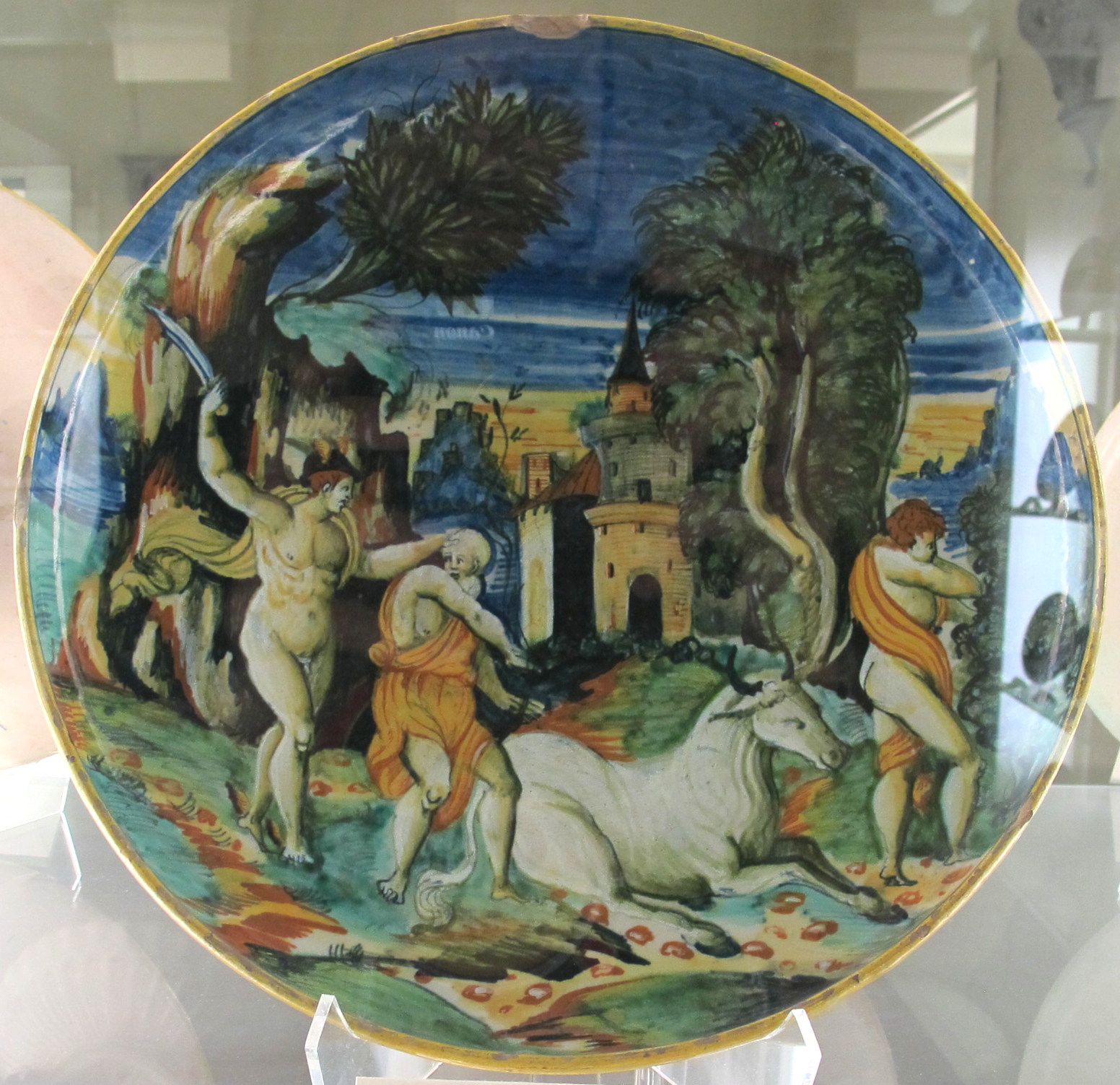
Меркурій і Аргос
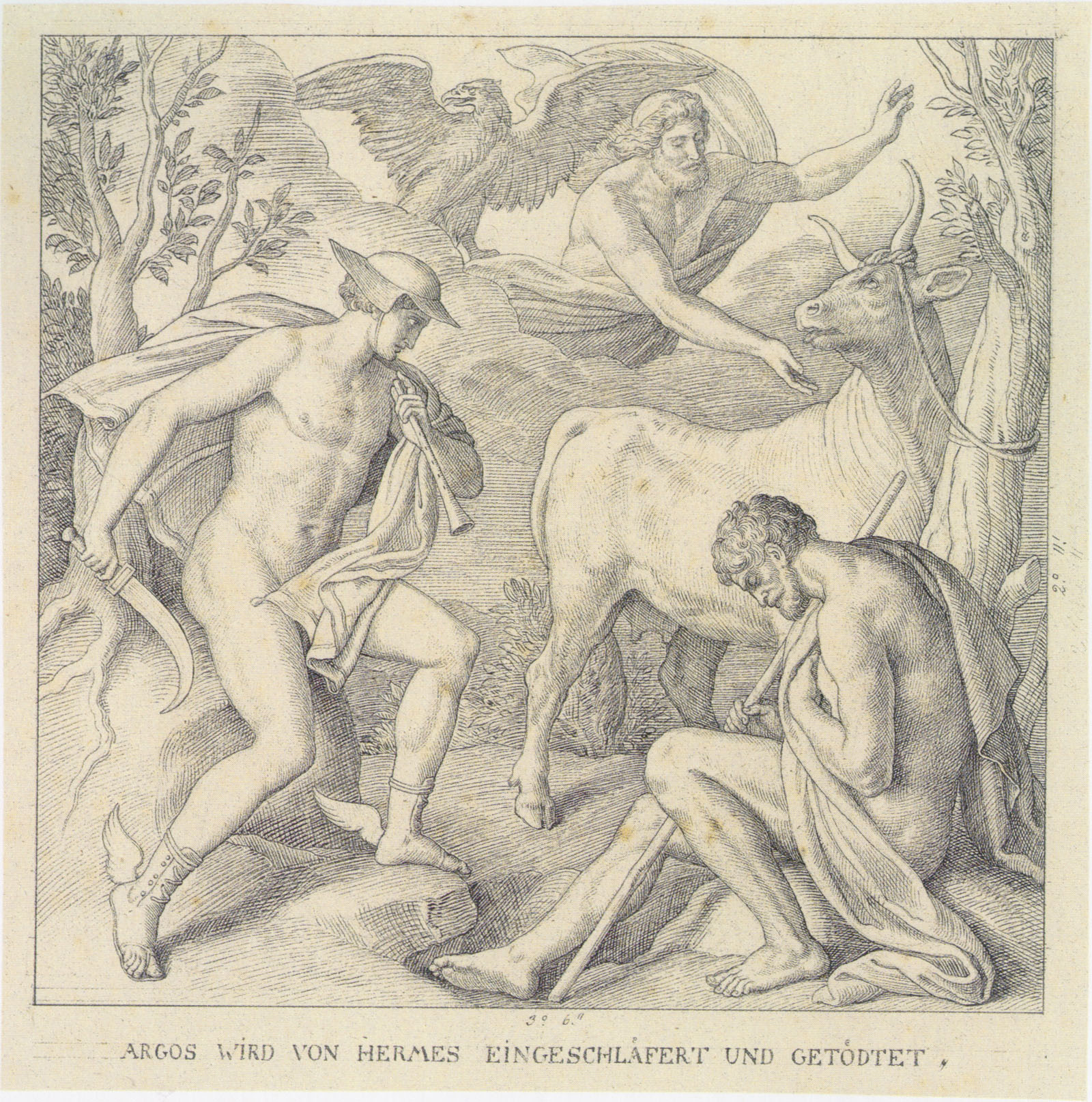
Argos wird von Hermes Джуліус Шнорр фон Карловсфельд (1794–1872)
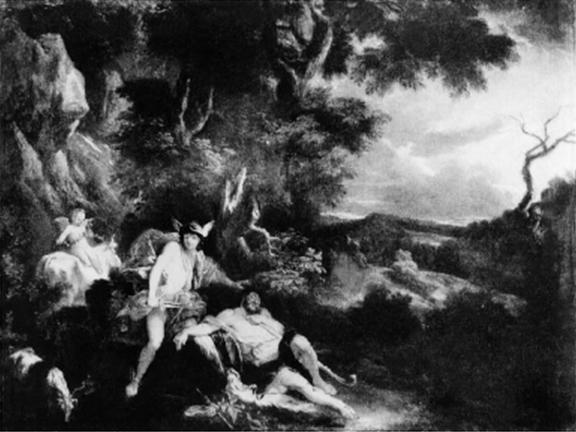
Mercury killing Argus by Nicolas Bertin (1700s)
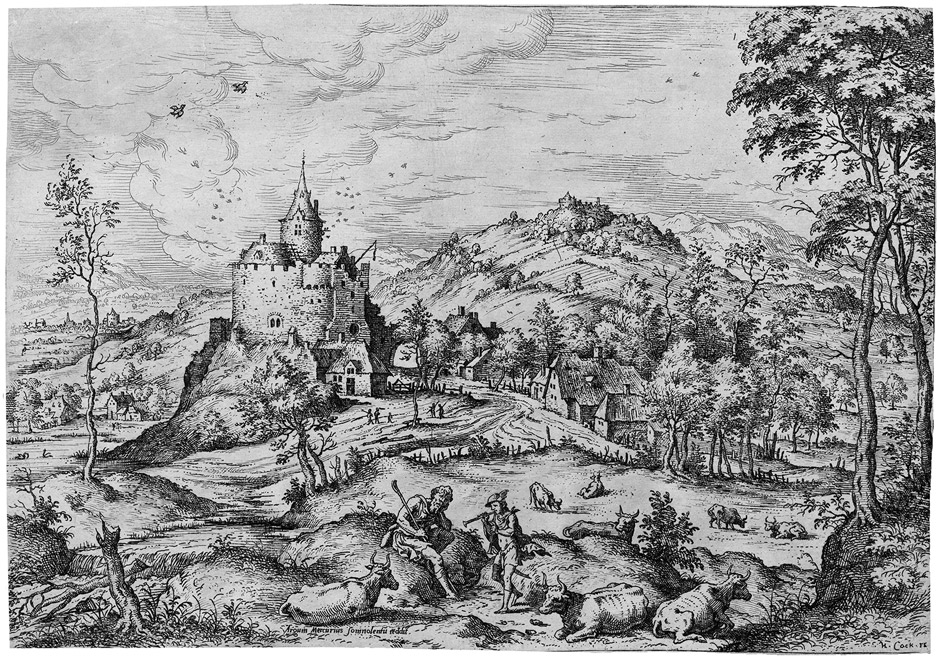
Die Landschaft mit Merkur und Argus Ієронімус Кок (близько 1558)
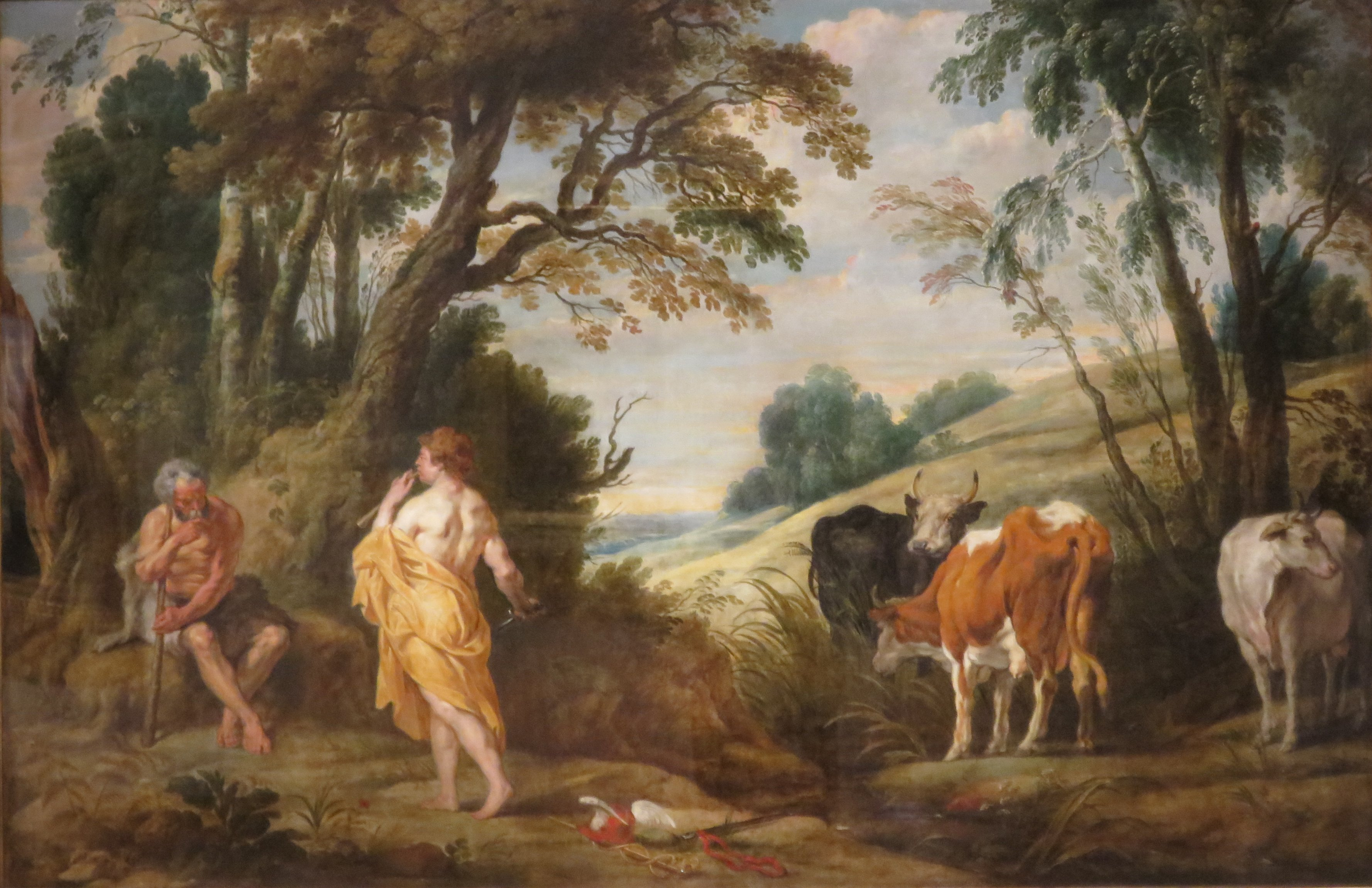
Меркурій і Аргос Якоб Джорданс і Ян Вілденс (близько початку 1640-их)
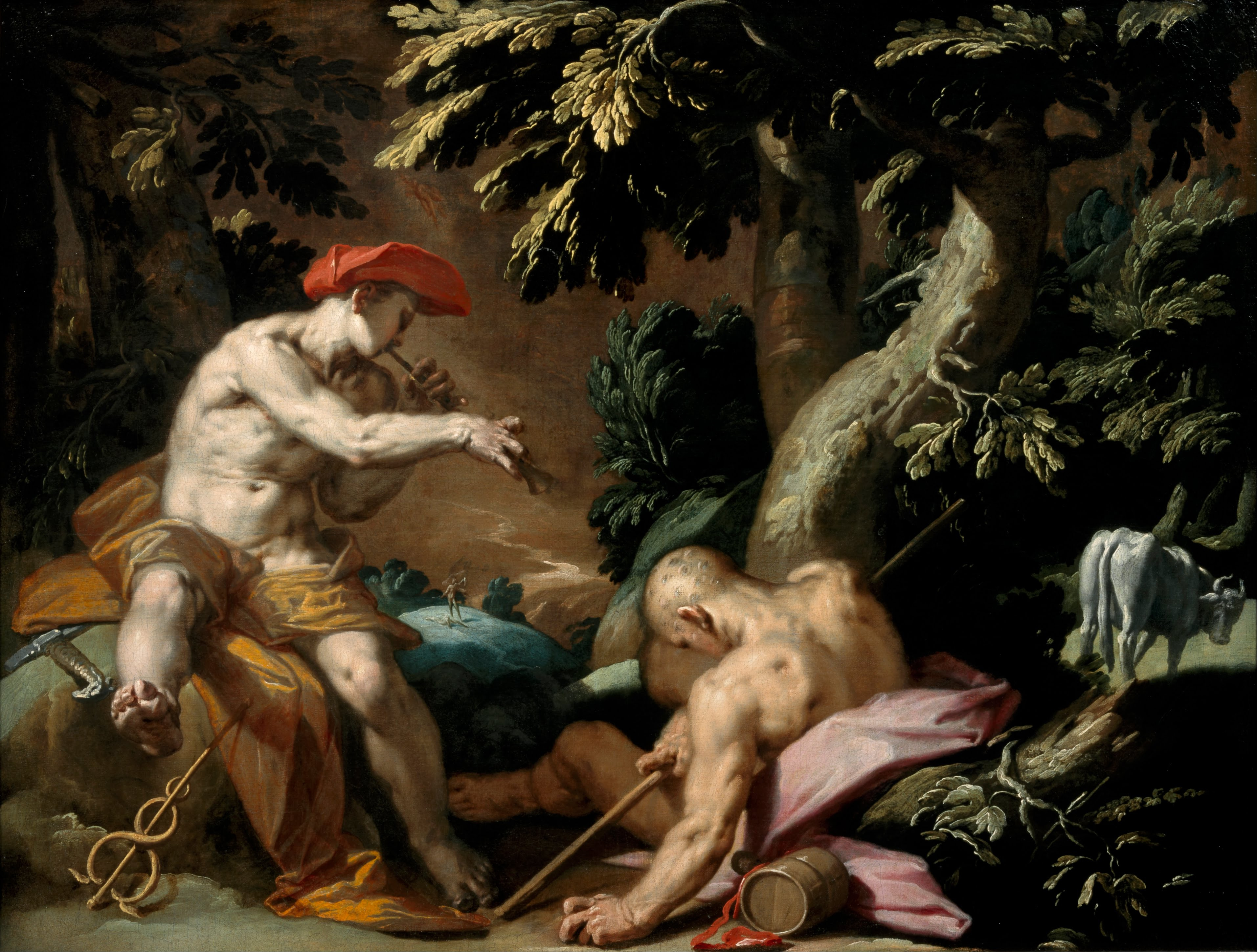
Меркурій, Аргос і Іо Авраам Хондіус (близько 1592)
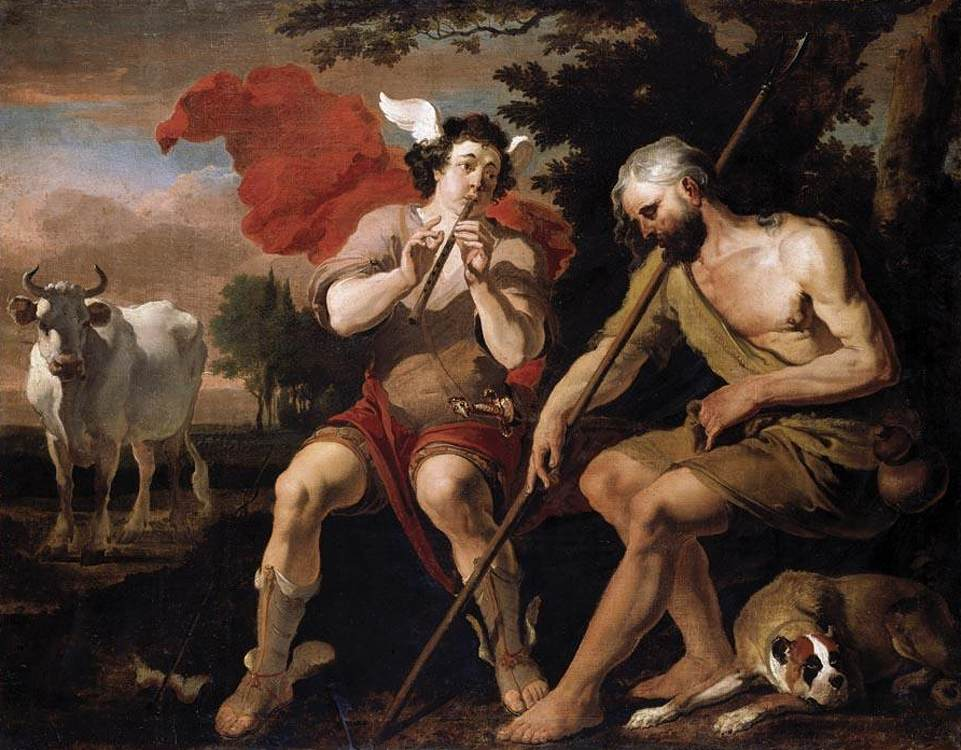
Меркурій і Аргос Авраам Хондіус (2-га половина 17-го століття)
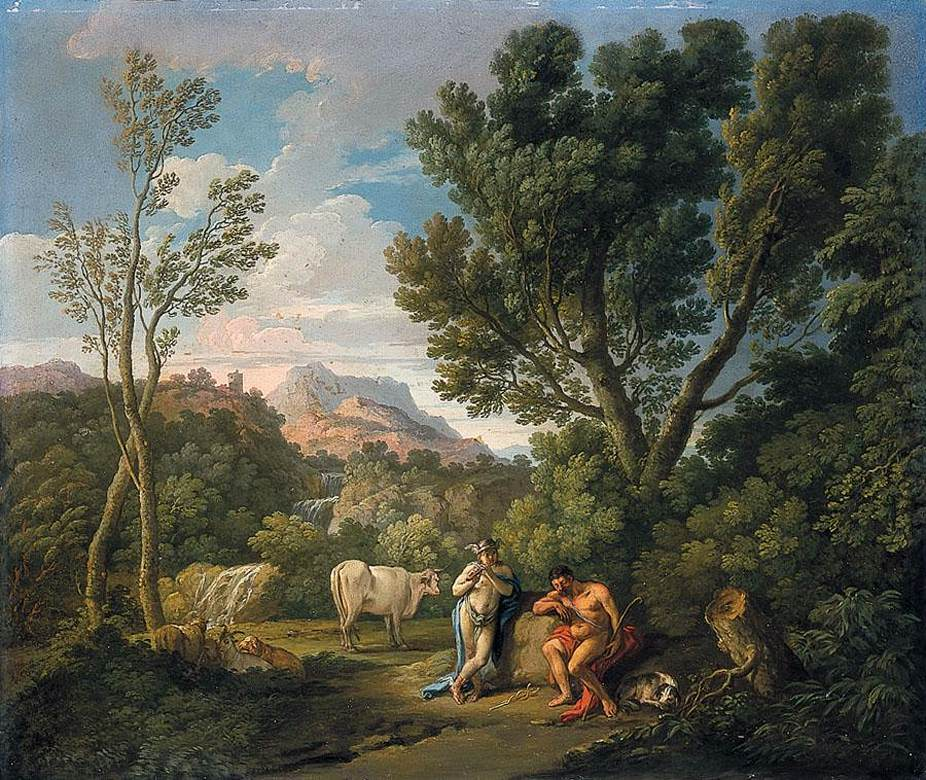
Меркурій і Аргос Андреа Локателі  (1-ша половина 18-го століття)